# Schraubelektrode
Heutige Schraubelektroden befinden sich am distalen Ende einer Elektrode, am Elektrodenkopf, und bilden eine wichtige Komponente des Herzschrittmachersystems. Ihre Funktion besteht darin, die Sondenspitze mit einer korkenzieherähnlichen Schraubvorrichtung aktiv im Herzen zu fixieren.

## Typen

### Ein- und herausdrehbare Schraube

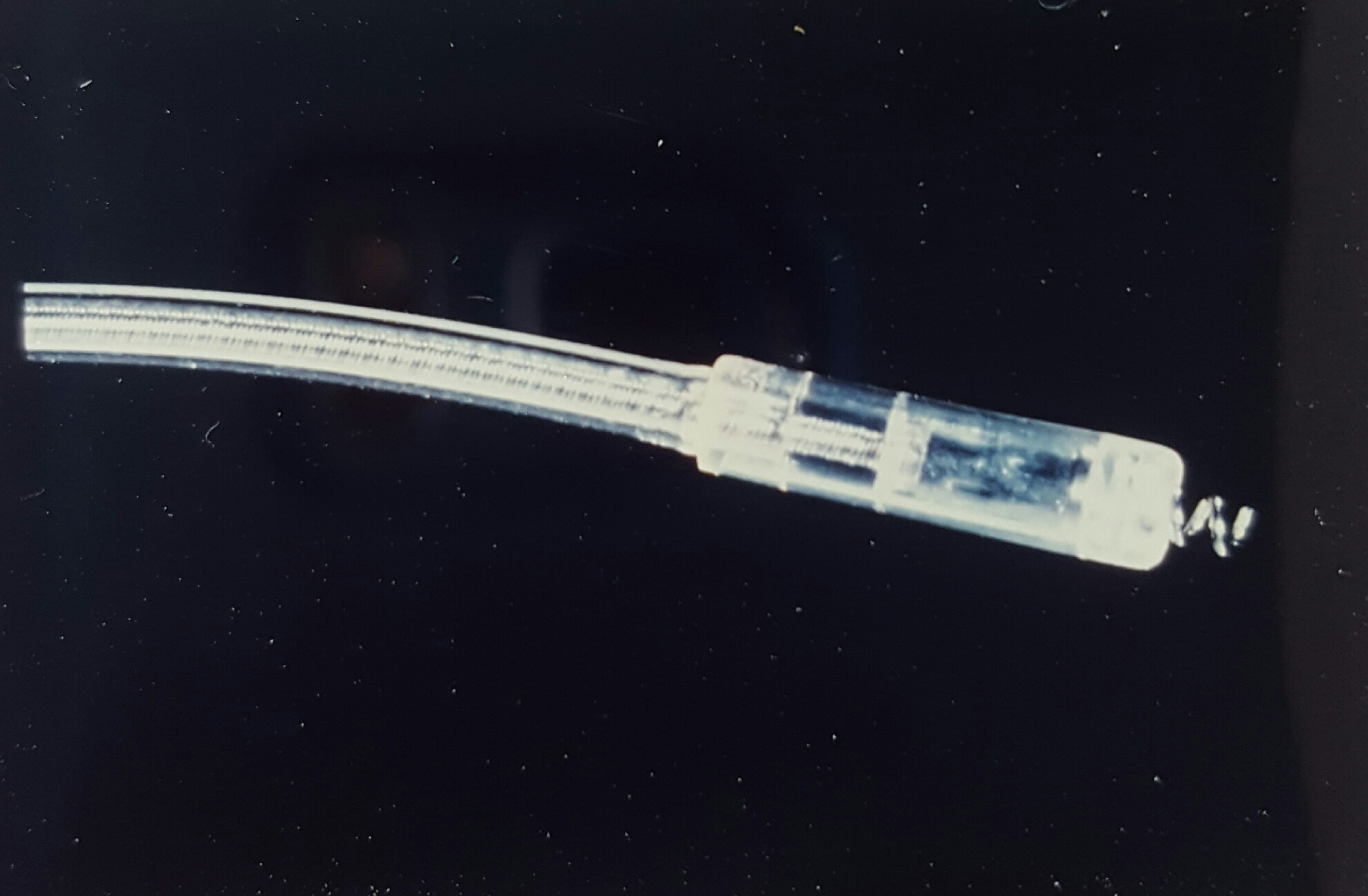
Schraubelektrode (Bisping-Typ)

Das System der Schraubelektrode umfasst verschiedene Ausführungen. Eines der Schraubsysteme, im englischsprachigen Raum auch als „Bisping electrode“ bekannt, besitzt eine ein- und herausdrehbare Schraube. Diese ermöglicht eine transvenöse, atraumatische Einführung der Sonde und Positionierung der Elektrode an einer geeigneten Stelle im Herzen, ohne dass auf eine freiliegende Schraubenspitze geachtet werden muss. Sobald der ideale Stimulationsort festgelegt ist, kann die Schraube herausgedreht werden und die Elektrode endokardial im Herzen fixiert werden. Ebenso gilt, dass dieser Mechanismus eine einfachere Explantation ermöglicht.

### Starre Schraube
Eine andere Modellart der Schraubelektrode ist mit einer starren Schraube ausgestattet. Da diese keinen Drehmechanismus benötigt, fällt ihre Konstruktion und das zu wählende Einführsystem dünner aus. Aufgrund der freiliegenden Schraube sollte dieser Elektrodentyp bei der Einführung jedoch gegen den Uhrzeigersinn gedreht werden, da sich sonst die Sonde in Gefäßen oder an der Trikuspidalklappe verhaken könnte.

## Historie/Entwicklungsgeschichte
Die gängigste Schraubelektrode wurde von Hans-Jürgen Bisping 1977 entwickelt und patentiert. Diese Sonde mit ein- und herausdrehbarer Schraube („Bisping Elektrode“) bot eine Alternative zu den zur damaligen Zeit am Markt vorherrschenden Modellen mit starrer Schraube. In den zehn Jahren nach Markteinführung der Elektrode mit ein- und ausschraubbarer Schraube (Bisping-Typ) entwickelte sich diese Schraubtechnologie weiter und ist bis heute ein sehr beliebtes Modell bei den aktiven Fixierungsmethoden. Mittlerweile bieten alle Hersteller dieses Fachbereichs eine vergleichbare Version dieses Schraubsystems an.

## Abgrenzung zu anderen Elektrodentypen
Allgemein lässt sich sagen, dass die Implantation einer Schraubelektrode eine vorteilhaft niedrige Dislokationsrate mit sich bringt. Auf der anderen Seite kommt es durch die aktive Verankerung der Schraubenspitze zu einer Verletzung des entsprechenden Gewebes, was zu einer entzündlichen Reaktion und zur Erhöhung der Stimulationsreizschwelle führt. Diese Stimulationsreizschwelle liegt jedoch nur akut nach der Fixierung höher im Vergleich zu einer Ankerelektrode und gleicht sich durch die Verwendung einer kortisonhaltigen Schraubsonde im weiteren Verlauf an deren Level an. Die Schraubelektrode ermöglicht bei der Implantation die freie Auswahl des Ortes, welcher somit nach der bestmöglichen Funktionalität des Schrittmachers ausgesucht werden kann. Schraubelektroden können also sowohl in der rechten Herzkammer als auch im rechten Vorhof platziert werden, da sie keine besonderen anatomischen Strukturen (myokardiale Trabekel) wie die passiv fixierten Ankerelektroden benötigen. Dabei wird die aktive Fixierung vor allem bei der glatteren Oberfläche des rechten Atriums angewendet.